# Tristan Blackmon
Tristan Michael Blackmon (Las Vegas, Estados Unidos; 12 de agosto de 1996) es un futbolista estadounidense. Juega de lateral derecho y su equipo actual es el Vancouver Whitecaps FC de la Major League Soccer.

## Trayectoria
Blackmon jugó soccer universitario para los Pacific Tigers de la Universidad del Pacífico entre 2014 y 2017. Durante su etapa universitaria jugó por el Orange County Blues II y los Burlingame Dragons de la USL League Two.
El 19 de enero de 2018, Blackmon fue seleccionado por Los Angeles FC en el tercer puesto del SuperDraft de la MLS 2018. Firmó contrato con el club en febrero de ese año. Debutó en la MLS el 4 de marzo ante el Seattle Sounders.
El 14 de diciembre de 2021, Blackmon fue seleccionado por el Charlotte FC en el Draft de Expansión de 2021, y fue intercambiado al Vancouver Whitecaps FC.

## Estadísticas
Actualizado al último partido disputado el 9 de octubre de 2022
| Club                            | Div.          | Temporada     | Liga  | Liga  | Copas nacionales | Copas nacionales | Copas internacionales | Copas internacionales | Total | Total |
| Club                            | Div.          | Temporada     | Part. | Goles | Part.            | Goles            | Part.                 | Goles                 | Part. | Goles |
| ------------------------------- | ------------- | ------------- | ----- | ----- | ---------------- | ---------------- | --------------------- | --------------------- | ----- | ----- |
| Los Angeles FC Estados Unidos   | 1.ª           | 2018          | 10    | 0     | 2                | 0                | —                     | —                     | 12    | 0     |
| Los Angeles FC Estados Unidos   | 1.ª           | 2019          | 20    | 1     | 3                | 0                | —                     | —                     | 23    | 1     |
| Los Angeles FC Estados Unidos   | 1.ª           | 2020          | 15    | 0     | 0                | 0                | 5                     | 0                     | 20    | 0     |
| Los Angeles FC Estados Unidos   | 1.ª           | 2021          | 22    | 1     | 0                | 0                | —                     | —                     | 22    | 1     |
| Los Angeles FC Estados Unidos   | Total club    | Total club    | 67    | 2     | 5                | 0                | 5                     | 0                     | 77    | 2     |
| Phoenix Rising Estados Unidos   | 2.ª           | 2018          | 8     | 0     | —                | —                | —                     | —                     | 8     | 0     |
| Phoenix Rising Estados Unidos   | 2.ª           | 2019          | 5     | 0     | —                | —                | —                     | —                     | 5     | 0     |
| Phoenix Rising Estados Unidos   | Total club    | Total club    | 13    | 0     | 0                | 0                | 0                     | 0                     | 13    | 0     |
| Vancouver Whitecaps FC · Canadá | 1.ª           | 2022          | 28    | 1     | 1                | 0                | —                     | —                     | 29    | 1     |
| Vancouver Whitecaps FC · Canadá | Total club    | Total club    | 28    | 1     | 1                | 0                | 0                     | 0                     | 29    | 1     |
| Total carrera                   | Total carrera | Total carrera | 108   | 3     | 0                | 0                | 0                     | 0                     | 119   | 3     |

## Palmarés

### Títulos nacionales
| Título                          | Club                   | País           | Año  |
| ------------------------------- | ---------------------- | -------------- | ---- |
| Supporters' Shield              | Los Angeles FC         | Estados Unidos | 2019 |
| Campeonato Canadiense de Fútbol | Vancouver Whitecaps FC | Canadá         | 2022 |